# スコータイ仏

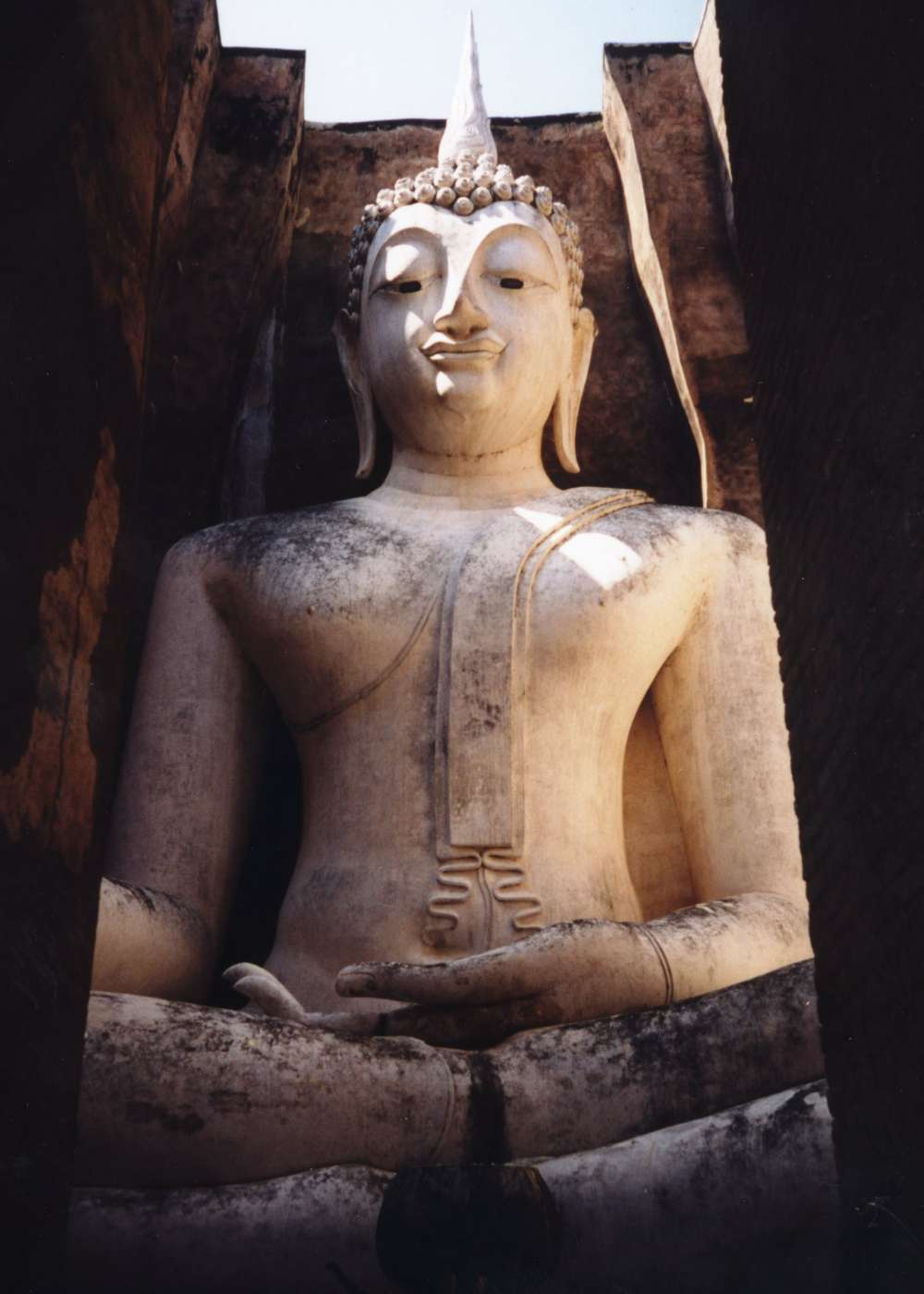
ワット・シーチュム（スコータイ県、スコータイ）の仏像。典型的なスコータイ仏である。

スコータイ仏（スコータイぶつ、พระพุทธรูปสมัยสุโขทัย）はタイにおける仏像の様式の一つ。

## 概要
スコータイ仏はスコータイ王朝時代に開発されたものである。それまでのシュリーヴィジャヤ様式やロッブリー様式、ドヴァーラヴァティー様式、クメール様式などにおける人物描写と大きく違っており、セイロン仏の影響を受けたとされる。スコータイ仏はなめらかで女性的な曲線を特徴とし、腰も男性的な雰囲気を失わない程度にくびれている。基本的に黄衣以外は身につけて居らず全体に質素なデザインを持つ。首から上はやや実際の人物よりもデフォルメ気味であり、楕円を基本形とする。大きな特徴は炎のような形をした尖ったその髷である。これらはすべてブッダが人間性を超越している事を宗教的に表したものと言われている。

## 受容
スコータイ仏はその質素さと人間性を超越した形から、スコータイ王朝亡き後もアユタヤ王朝、チャクリー王朝においても王と同一視され（ダルマラージャに詳しい）、多く作られ現在でもなお最も多く制作されている仏像であり、タイでは仏像というと一般的にこのスコータイ仏が想像されるほどである。現代のタイの仏教絵画などでも好んで描かれることも多い。一方でブッダの超人間性を重視するあまり例外を許さず、仏師の個性が表現できないと言う弊害もあった。
なお、スコータイ仏の顔のデザインはタイ人であるソムポート・セーンドゥアンチャーイ（สมโภชน์ แสงเดือนฉาย）によって『ウルトラマン』のデザインスタッフに紹介され、顔の形式に採用されたとも云われる。しかしこれは、ソムポートの会社チャイヨー・プロダクションと円谷プロダクションが不仲になってから言われだしたことであるため疑問の声もある。

## 代表的なスコータイ仏
- チナラート仏
- チンシー仏